# Bojan Knific
Bojan Knific, slovenski etnolog, * 10. avgust 1971, Kranj
Je višji kustos v Tržiškem muzeju, kjer dela od leta 2013. Ustanovil je Folklornika – glasilo JSKD in bil odgovorni urednik Glasnika Slovenskega etnološkega društva. Pisal je tudi za publikacije Etnolog in Traditiones. Raziskovanju oblačilne kulture se je posvečal že pred študijem. Zbiral, kreiral in krojil je kostume.
Pri osmih letih je začel plesati v folklorni skupini na osnovni šoli v Križah pri Tržiču, leta 1982 pa se je pridružil Folklorni skupini Karavanke v Tržiču, kjer je bil plesalec, vodja otroške folklorne skupine, pomočnik pri odraslih skupini, vodja mladinske in odrasle folklorne skupine ter umetniški vodja društva.
Za študij se je odločil v poznih dvajsetih, ker prej ni imel pravih možnosti in energije, pa tudi svoj poklic je imel rad. Gostinstvo je opustil na ženino pobudo.

## Študij
Med letoma 2000 in 2004 je študiral etnologijo in kulturno antropologijo. S seminarsko nalogo je nasprotoval mitu, da je gorenjski pripadnostni kostum edina primerna obleka za folklornike, ki poustvarjajo plesno izročilo Gorenjske. Diplomska naloga je nosila naslov Kostumiranje narodno-zabavnih ansamblov. Leta 2009 je doktoriral na temo Kostumiranje folklornih skupin.

## Nagrade
- srebrna Kurnikova plaketa (1993 in 1996) - Zveza kulturnih organizacij Tržič
- zlat Maroltov znak (1995), Maroltova listina (2003) in Maroltova plaketa (2012) - Javni sklad RS za kulturne dejavnosti
- 2018: Valvasorjeva nagrada za stalno razstavo Tržiški šuštarji, Usnje vseh barv, Klobčič in nit, stari modni hit (Tržiški muzej; kot del ekipe)[7]
- Murkovo priznanje (2019)
- 2021: Valvasorjeva nagrada za stalno razstavo Koncentracijsko taborišče Ljubelj/Mauthausen 1943–1945 v Tržiškem muzeju (Muzej novejše zgodovine Slovenije, Tržiški muzej; kot del ekipe)[8]

### Knjige
- "Ko v nošo se odenem ---" : vprašanja pripadnostnega kostumiranja s posebnim pogledom na kostumiranje narodno-zabavnih ansamblov. Ljubljana : Slovensko etnološko društvo, 2008
- Folklornikom s(m)o vzeli noše : kostumiranje folklornih skupin - med historično pričevalnostjo in istovetnostjo. Ljubljana : Založba ZRC, ZRC SAZU, 2010
- Obutvena dediščina na Slovenskem : o škornjih, čevljih, coklah, opankah, copatah in drugih obuvalih. Tržič : Tržiški muzej ; Ljubljana : Javni sklad Republike Slovenije za kulturne dejavnosti, 2020
- Klobčar, Marija ; Knific, Bojan. Pokažem se fantu v pisanem gvantu : ob petdesetih Dnevih narodnih noš in oblačilne dediščine v Kamniku. Kamnik : Zavod za turizem in šport, 2021